# Беднаже (Мазовецьке воєводство)
Беднаже (пол. Bednarze) — село в Польщі, у гміні Коритниця Венґровського повіту Мазовецького воєводства.
Населення — 111 осіб (2011).
У 1975-1998 роках село належало до Седлецького воєводства.

## Демографія
Демографічна структура станом на 31 березня 2011 року:
|          | Загалом | Допрацездатний вік | Працездатний вік | Постпрацездатний вік |
| -------- | ------- | ------------------ | ---------------- | -------------------- |
| Чоловіки | 60      | 13                 | 38               | 9                    |
| Жінки    | 51      | 11                 | 25               | 15                   |
| Разом    | 111     | 24                 | 63               | 24                   |